# 브로민화 리튬
브로민화 리튬은 리튬과 브로민의 화합물이다.